# Grewia vernicosa
Grewia vernicosa là một loài thực vật có hoa trong họ Cẩm quỳ. Loài này được Schinz mô tả khoa học đầu tiên năm 1908.